# Waplewo Wielkie
Waplewo Wielkie (deutsch Groß Waplitz, früher Gr. Waplitz, poln. Wielku Waplewa, und Waplitz) ist ein Dorf in der Landgemeinde (Gmina) Stary Targ (Altmark) im Powiat Sztumski (Stuhmer Kreis) der polnischen Woiwodschaft Pommern.

## Geographische Lage
Das Kirchdorf liegt im ehemaligen Westpreußen, etwa 14 Kilometer ostnordöstlich von Stuhm (Sztum), sieben  Kilometer nördlich von Schönwiese (Krasna Łąka) und vier Kilometer östlich von Altmark (Stary Targ).

## Geschichte

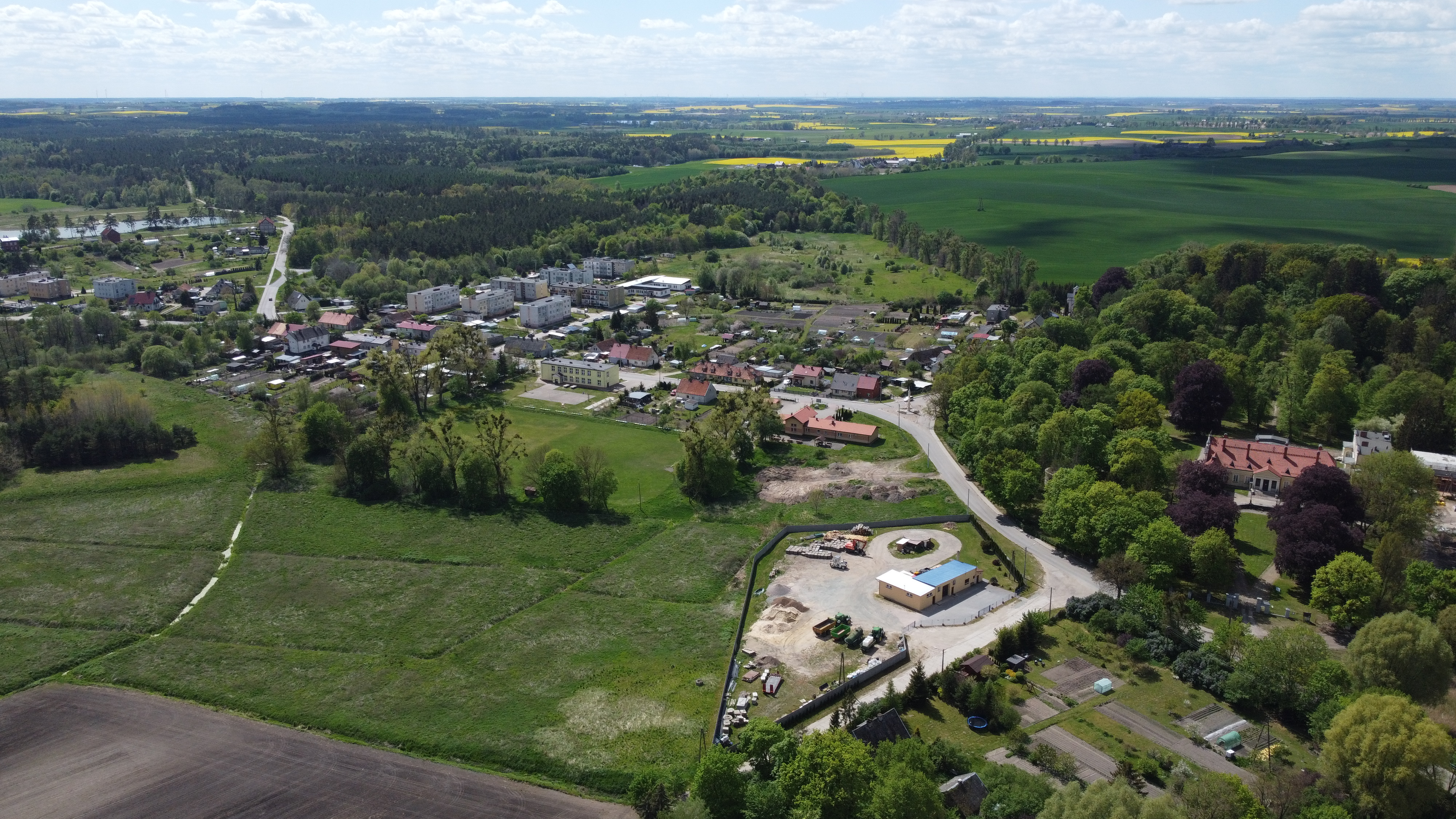
Dorfpanorama (Mai 2020)

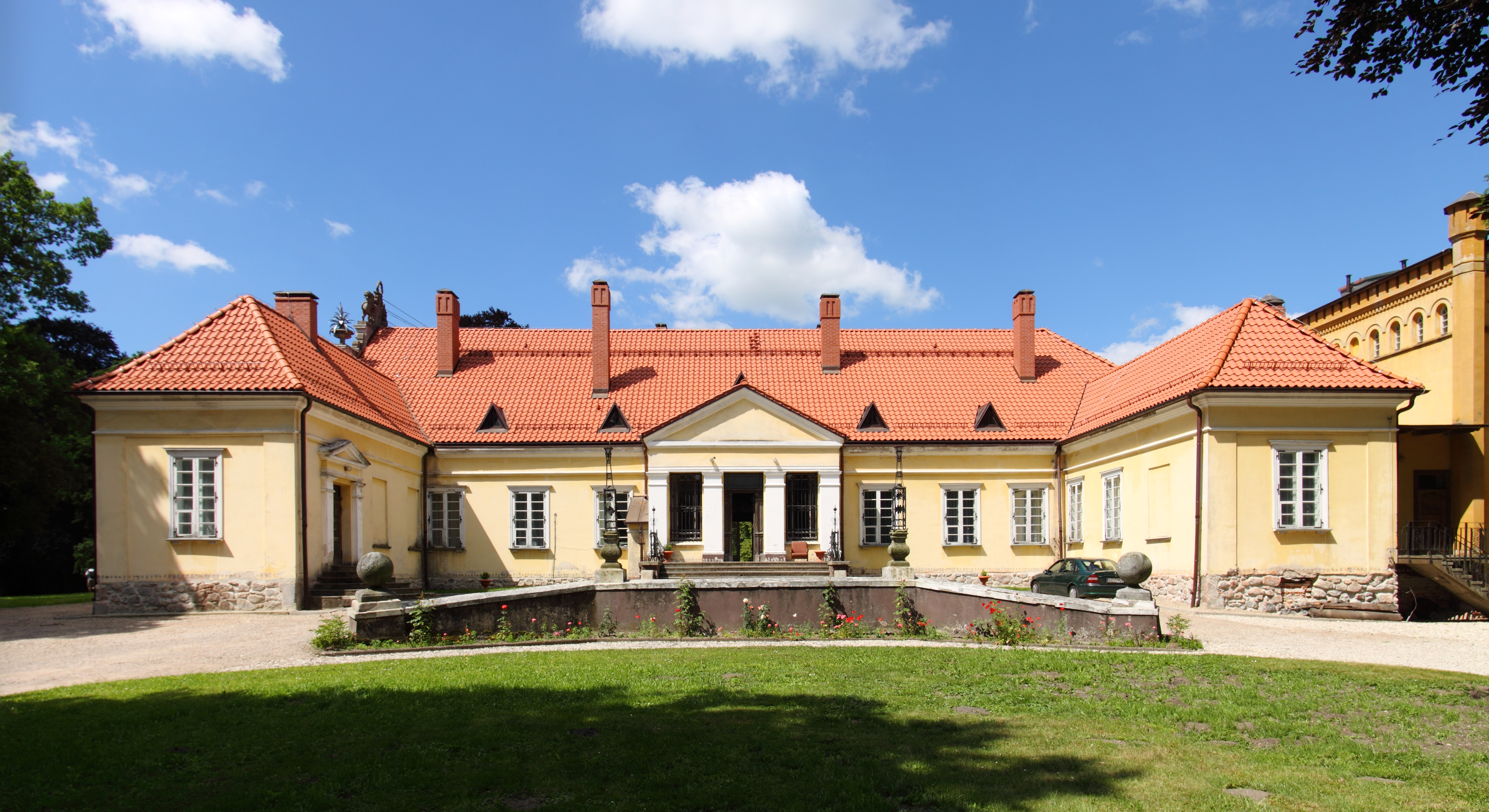
Gutshaus (Juli 2010)

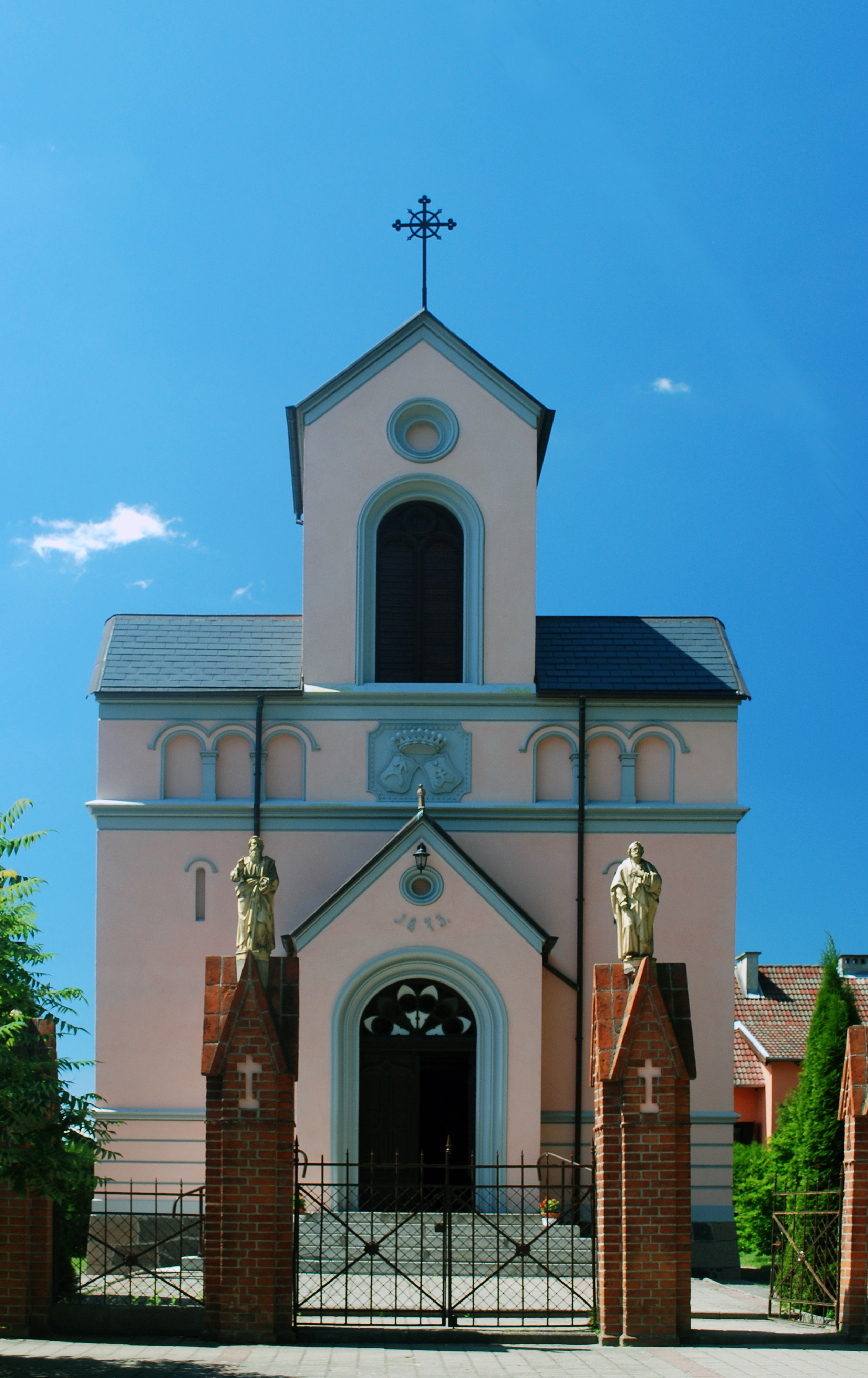
Dorfkirche

Überlieferte  Ortsbezeichnungen für den sowohl Groß Waplitz als auch Klein Waplitz umfassenden Gutsbezirk sind Resginen (1323), Resdinen (1343), Wapils (1376), Walpele (1437), Woplyn (1488), Wopplynn (1493), Opolyn (1498), Wapils und Wapels (1509), Waplisz (1591), Waplewo (1592) sowie Waplitz (1694).  Schon der Deutschordens-Landmeister Konrad Sack (im Amt 1302–1306, † 1309) hatte dem getreuen Preußen Thessym den Wald Rassinen gegeben, doch 1323 lag das Gebiet wüst. Wapil und dessen Brüdern, Thessyms Erben, stellte der Landmeister Friedrich von Wildenberg (im Amt 1317–1325) am Georgstag 1323 zu Christburg eine Handfeste für dieses Gebiet zu kulmischem Recht aus. Die bedachten Geschwister sind dafür verpflichtet, mit leichten Waffen Kriegsdienste zu leisten und sich an Kriegszügen sowie am Burgenbau zu beteiligen.
Am 17. November 1336 verleiht der Hochmeister Dietrich von Altenburg an Wapil, Nadruwe und ihre Brüder 15 Hufen im Felde Muntigin und dazu noch einen Teich bei dem Bach Balow, und zwar zu gleichen Rechten wie im Fall ihres Besitzes Resginen. Eine zweite Vermehrung des Landbesitzes erfolgte am 29. Juni 1376 durch den Hochmeister Winrich von Kniprode, der den Gebrüdern Gyntel und Bartke das halbe Feld Gansigeyn zu kulmischem Recht verlieh. Nach wechselnden Gebietsveränderungen während der nachfolgenden Jahrhunderte hatte der Gutsbezirk Groß Waplitz am 1. April 1927 noch eine Flächengröße von 3039 Hektar.
Um die Mitte des 15. Jahrhunderts, bis 1450, wird der Ritter Segenand von Wapels genannt. Gegen Ende des 15. Jahrhunderts befand sich die aus Meißen stammende Familie von Rabe im Besitz von Waplitz. Matthias Rabe, 1483 schon Besitzer von Waplitz, war 1503–1514 Woiwode von Marienburg; sein Urenkel Anselm († 1581) war der letzte Besitzer aus dieser Familie. Anselms Sohn, Hans Rabe, übernahm Schettnienen; Waplitz kam an Anselms Tochter, Katharina Rabe, und von dieser an deren dritten Ehegatten, Matthias Niemojewski (Wappen Rolicz), Woiwode von Culm. Am 6. Juli 1641 verkaufte Wladislaus Niemojewski, Matthias' Sohn, Waplitz, Tillendorf, Schönwiese, Trankwitz, Labustinek und halb Ramten für 78.000 polnische Gulden an Johannes Zawadski den Älteren (Wappen Rogala), Kastellan von Danzig.
1644 vergrößerte Zawadzki den Besitz, indem er von Johannes Dzialynski die Dörfer Reichandres, Polixen, Morainen, Mienthen und die Mühle Tillendorf dazu kaufte. Besitzer des Güter-Komplexes wurde um 1645 Johannes Zawadzki der Jüngere, Unterkämmerer von Parnau. Ende des 17. Jahrhunderts saßen dessen beide Söhne Johannes, Bannerträger von Marienburg, auf Schönwiese, und Kasimir, Kastellan von Culm, auf Waplitz. Johannes starb Anfang 1686, und im Jahr 1699 gelangten Schönwiese, Mienthen und Heringshöft an seine Tochter Constantia Zawadzka, die mit Martin Chelstowski vermählt war. Kasimir Zawadski starb gegen das Jahr 1714 und vererbte Waplitz wahrscheinlich an seine Nichte Constantia Chelstowska, die ihm und ihrem Vater einen Grabstein in der Klosterkirche zu Christburg setzen ließ. Nach ihrem Tod gelangten die Güter an Joseph von Bagniewski, dessen Frau Marianne, geb. Chrząstowska, in zweiter Ehe Theodor Sierakowski heiratete. Letzterer kaufte 1765 alle Erbansprüche der Vorbesitzer auf, namentlich der Zawadzkischen Seitenverwandten. Nach der preußischen Wiedervereinigung 1772 erhielt er 1776 die preußische Anerkennung des Grafenstandes. Seine einzige Tochter ehelichte 1780 den Grafen Kajetan von Sierakowski. Groß Waplitz blieb fortan im Besitz der Nachkommen dieser beiden Eheleute. Adam von Sierakowski (1846–1912) war Eigentümer des Güter-Komplexes. Um 1896 befand sich das Rittergut Groß Waplitz mit Spiritusbrennerei, Ziegelei und Wassermühle im Besitz des königl. Kammerherrn Adam von Sierakowski.
Am 30. September 1928 wurde der Gutsbezirk Groß Waplitz in eine Landgemeinde umgewandelt.
Der letzte Besitzer von Waplewo war Stanisław Sierakowski (1881–1939) und seine Frau Helena, geborene Lubomirska (1886–1939). Am 20. Oktober 1939 wurde Stanisław Sierakowski vom Volksdeutschen Selbstschutz verhaftet und im Gefängnis von Rypin inhaftiert, wo er nach mehrtägiger Tortur zusammen mit seiner Frau Helena, seiner Tochter Teresa und ihrem Mann Tadeusz Gniazdowski ermordet wurde.
Die Sammlung von Gemälden, Möbeln, Porzellan und Fayencen (309 Objekte) wurde 1941 von Willi Drost, dem damaligen Direktor des Danziger Stadtmuseums, aus Waplewo nach Danzig gebracht.
Im Jahr 1945 gehörte die Landgemeinde Großwaplitz zum Landkreis Stuhm im Regierungsbezirk Marienwerder im Reichsgau Danzig-Westpreußen des Deutschen Reichs. Großwaplitz war Sitz des Amtsbezirks Großwaplitz.
Im Januar 1945 wurde Großwaplitz von der Roten Armee besetzt. Nach Beendigung der Kampfhandlungen wurde die Region seitens der sowjetischen Besatzungsmacht zusammen mit ganz Hinterpommern und der südlichen Hälfte Ostpreußens – militärische Sperrgebiete ausgenommen – der Volksrepublik Polen zur Verwaltung überlassen. Großwaplitz wurde unter der polnischen Ortsbezeichnung „Waplewo Wielkie“ verwaltet. Die einheimische deutsche Bevölkerung wurde mit wenigen Ausnahmen von der polnischen Administration aus Großwaplitz vertrieben.

### Demographie
| Jahr | Einwohner | Anmerkungen |
| ---- | --------- | --- |
| 1783 | –         | adliges Gut, 33 Feuerstellen (Haushaltungen), in Westpreußen                                                       |
| 1818 | 205       | Hauptgut, adlige Besitzung                                                                                         |
| 1864 | 317       | Rittergut, darunter 28 Evangelische und 289 Katholiken                                                             |
| 1910 | 785       | Gutsbezirk, am 1. Dezember, darunter 14 Evangelische und 766 Katholiken; 700 Personen mit polnischer Muttersprache |
| 1925 | 901       | Gutsbezirk, am 16. Juni                                                                                            |
| 1933 | 541       | [ 11 ] |
| 1939 | 632       | [ 11 ] |

## Kirche
Ursprünglich die Grabkapelle der Grafen von Sierakowski  wurde 1873 vom Berliner Architekten Johann Eduard Jacobsthal erbaut. Die Protestanten der hier bis 1945 anwesenden Dorfbevölkerung gehörten zur evangelischen Pfarrei Groß Rohdau.